# Casanova 70
Casanova 70 es una película cómica italiana, producida por Carlo Ponti, dirigida por Mario Monicelli y protagonizada por Marcello Mastroianni, Virna Lisi, Enrico Maria Salerno y Michèle Mercier.

## Argumento
Andrea, un oficial de la OTAN, es un donjuán que se enamora continuamente de las mujeres que conoce. No se resiste a ninguna de ellas, y se dedica a seducirlas. A pesar de eso, Andrea tiene un problema: no le interesa más que el placer de la conquista, porque a la hora de la verdad, el miedo al fracaso lo paraliza, hasta el punto de que cree que es impotente. Un día, decide consultar a un psicoanalista, que, entre otras conclusiones excéntricas, le explicará que de hecho su fantasía es mezclar seducción y peligro, la única situación que lo pone a punto.

## Reparto
- Marcello Mastroianni –  el Comandante Andrea Rossi-Colombotti
- Virna Lisi –  Gigliola
- Marisa Mell –  Thelma
- Michèle Mercier –  Noelle
- Enrico Maria Salerno –  el Psiquiatra
- Liana Orfei –  la Domadora de leones
- Guido Alberti –  el Obispo
- Beba Lončar – La Chica del museo
- Moira Orfei –  Santina
- Margaret Lee–  Lolly
- Rosemary Dexter –  una Sirviente
- Jolanda Modio –  Addolorata
- Seyna Seyn –  la Azafata indonesia
- Luciana Paoli  – la Esposa del tendero
- Marco Ferreri –  el Conde
- Bernard Blier – el Comisario

## Premios y distinciones
Premios Óscar
| Año  | Categoría                        | Persona                                                                                                   | Resultado  |
| ---- | -------------------------------- | --- | ---------- |
| 1966 | Mejor argumento y guion original | Agenore Incrocci, Furio Scarpelli, Mario Monicelli, Tonino Guerra, Giorgio Salvioni y Suso Cecchi d'Amico | Candidatos |

Festival Internacional de Cine de San Sebastián
| Año  | Categoría                            | Persona              | Resultado |
| ---- | ------------------------------------ | -------------------- | --------- |
| 1966 | Concha de Plata a la mejor dirección | Mario Monicelli      | Ganador   |
| 1966 | Concha de Plata al mejor actor       | Marcello Mastroianni | Ganador   |